# Îles Chatham
Pour les articles homonymes, voir Chatham et Île Chatham.
En particulier, ne pas confondre avec l'île principale de l'archipel, l'île Chatham, ni avec l'Île Chatham au Chili.
Les îles Chatham (en anglais : Chatham Islands, en moriori : Rekohu) sont un archipel néo-zélandais situé à environ 652 kilomètres au sud-est de l'île du Nord et baigné par l'océan Pacifique Sud. L'archipel compte une dizaine d'îles dans un rayon d'une quarantaine de kilomètres mais seules deux sont habitées : l'île Chatham, la plus grande, et l'île Pitt.
Vraisemblablement découverte pour la première fois par les migrations maories, elle est habitée à partir du XVe siècle et redécouverte par les navigateurs européens le 29 novembre 1791 lorsque le britannique William Robert Broughton s'en approche à bord du HMS Chatham, donnant alors le nom occidental à l'archipel et en prenant possession au profit du Royaume-Uni.
L'archipel est peuplé d'un peu plus de 700 personnes d'origine européenne, maorie et moriorie installées sur les îles Pitt et Chatham et en majorité à Waitangi, le principal village situé sur l'île Chatham.

## Géographie
L'archipel océanien des îles Chatham, baigné par les eaux de l'océan Pacifique Sud, est situé à 652  kilomètres au sud-est du cap Turnagain, dans l'île du Nord, en Nouvelle-Zélande.
Couvrant une superficie de 966 km2, elles comptent deux îles principales, les îles Pitt et Chatham, et quelques petits îlots et récifs inhabités et dont certains constituent des réserves naturelles.
Seules l'île Pitt et l'île Chatham comportent des terres cultivées et des infrastructures (routes, aéroport, etc).
Les îles de l'archipel sont :

Carte des îles Chatham.

- l'île Chatham / Rekohu ou Wharekauri ;
- l'île Pitt / Rangiauria ;
- l'île Petite Mangere ;
- Star Keys / Motuhope, un groupe de cinq îlots situé à douze kilomètres à l'est de l'île Pitt, l'îlot rond, Round Islet, étant le plus grand ;
- Forty-Fours / Motuhara, situé à environ cinquante kilomètres à l'est de l'île Chatham ;
- île Mangere, longeant l'île Pitt et d'une superficie de 1,13 km2 ;
- île du Sud-Est / Rangatira, située à deux kilomètres au sud-est de l'île Pitt et d'une superficie de 2,18 km2 ;
- Les Sœurs / Rangitatahi, situées à environ onze kilomètres au nord du cap Pattisson (en), le cap au nord-ouest de l'île Chatham.

L'intérieur des îles est vallonné, le plus haut sommet de l'archipel culminant à 299 mètres d'altitude sur l'île Chatham qui, bien qu'étant la plus grande des îles de l'archipel, est relativement plate et comporte quelques cours d'eau (Te Awainanga, Tuku, etc) et de nombreux lacs comme Huro et Rangitahi ainsi que la lagune Te Whanga dans sa partie centrale, le plus grand plan d'eau de l'archipel.
La plupart des terres sont couvertes de fougères ou de pâturages ainsi que quelques forêts composées notamment de cyprès de Lambert dont la forme tourmentée est causée par le vent.
Bien que l'archipel soit situé plus à l'est que la longitude 180°, la ligne de changement de date passe à l'est des îles Chatham, ce qui le contraint à observer son propre fuseau horaire à UTC+12h45 soit 45 minutes de plus que les deux îles principales de la Nouvelle-Zélande.
Les îles Chatham se trouvent aux antipodes de la commune d'Alzon située dans le département du Gard, en France. Avec les îles Bounty qui sont aux antipodes de la commune française de Bouillé-Ménard dans le Maine-et-Loire, elles sont la seule partie terrestre des antipodes de la France métropolitaine, le reste se situant dans l'océan. En 2023 et 2024, Lucas Venner, habitant de Meurthe-et-Moselle, met 500 jours pour relier Alzon aux îles Chatham et ce uniquement en auto-stop,.

### Climat
Les îles Chatham possède un climat océanique (Köppen: Cfb), avec des étés vraiment doux et des hivers frais. Les temps maximales montent jusqu'à 19,4 ºC en février et 1,3 ºC en juillet; tandis que les temps minimales descendent jusqu'à 12,7 ºC en février et 5,6 ºC en juillet. Les îles s'occupent une position isolée, loin de Nouvelle-Zélande au milleu de l'Océan Austral. Le climat a été affecté par des Vents d'ouest, qui permet une gamme étroite de température; un climat frais, humide et venteux. Malgré les chutes de neige étant vraiment rares, en juillet 2015, la neige a enregistré près du Niveau de la mer, qui n'est pas passé depuis plusieurs décennies. De plus, les précipitations annuelles sont modérées: environ 837,1 mm, et il y a en moyenne 133.2 jours pluvieux par année. Enfin, la ville ne se profite que de 1437,4 heures d'ensoleillement annuellement.
| Mois                                            | jan.  | fév.  | mars  | avril | mai  | juin | jui. | août | sep.  | oct.  | nov.  | déc. | année   |
| ----------------------------------------------- | ----- | ----- | ----- | ----- | ---- | ---- | ---- | ---- | ----- | ----- | ----- | ---- | ------- |
| Température minimale moyenne (°C)               | 12,1  | 12,7  | 11,8  | 10,1  | 8,1  | 6,5  | 5,6  | 6,1  | 6,9   | 7,7   | 8,9   | 11   | 9       |
| Température maximale moyenne (°C)               | 19,2  | 19,4  | 18,2  | 16,1  | 14   | 12   | 11,3 | 12   | 13,2  | 14,5  | 16    | 17,8 | 15,3    |
| Ensoleillement (h)                              | 191,3 | 145,5 | 124,2 | 106,3 | 81,2 | 61,8 | 74,4 | 101  | 109,1 | 129,7 | 148,9 | 164  | 1 437,3 |
| Précipitations (mm)                             | 49,2  | 64    | 75,7  | 79    | 88,3 | 93,7 | 72,3 | 71   | 71,3  | 56,2  | 53,5  | 62,9 | 837,1   |
| dont nombre de jours avec précipitations ≥ 1 mm | 6,8   | 7     | 8,6   | 11,7  | 14,4 | 15,4 | 15,3 | 12,8 | 12    | 10,7  | 8,4   | 10,1 | 133,2   |
| Humidité relative (%)                           | 75,5  | 77,9  | 80,6  | 81,4  | 84,6 | 86,1 | 86   | 82,9 | 79,6  | 77,3  | 76    | 67,2 | 80,3    |

## Histoire

### Premier peuplement
Le premier peuplement des îles Chatham est le fait des migrateurs maoris qui ont colonisé ces îles au XVe siècle. L'origine exacte de ce peuplement reste un sujet de débats. Certains pensent que ces Maoris sont arrivés directement de Polynésie, mais selon la thèse la plus courante il s'agirait d'un peuplement maori depuis les îles principales de la Nouvelle-Zélande. Ce débat a des répercussions politiques actuelles car les habitants maoris dit « modernes », descendants des Maoris qui envahirent et conquirent l'archipel une seconde fois en 1832, réclament de pouvoir bénéficier des droits de pêche maoris ancestraux dont un rapport détaillé, Rekohu, a été publié par le tribunal de Waitangi.
La population originelle des îles a compté jusqu'à environ 2 000 Morioris, vivant de chasse, de cueillette et des produits de la mer. La société moriori y vécut paisiblement, résolvant les conflits par la recherche du consensus plutôt que des luttes armées.

### Redécouverte
Le 29 novembre 1791, le navigateur britannique William Robert Broughton approche l'archipel à bord du HMS Chatham, donnant alors son nom occidental aux îles, et en prend possession au profit du Royaume-Uni. L'archipel sert alors de base aux chasseurs européens de baleines et de phoques ; ces activités cessant en 1861 la pêche reste alors la seule activité économique de la population.
En 1832, une seconde vague d'immigration maorie (principalement de l’iwi Ngati Mutunga) venant de l'île du Nord et de l'île du Sud arrive dans l'archipel, entraînant la quasi-disparition des Morioris, les premiers habitants indigènes, dont la culture tend à renaître de nos jours avec la construction d'un marae : Te Kopinga, et le renouveau de leur langue.
L'archipel devient néo-zélandais en 1842 et, un an après, un groupe de missionnaires luthériens allemands s'y installe, les femmes rejoignant les hommes trois ans plus tard, permettant aux habitants actuels de l'archipel d'avoir un ou plusieurs ancêtres allemands.

## Population

Drapeau non officiel des îles Chatham.

Drapeau non officiel des premiers habitants Moriori.

L'intégralité de la population de l'archipel, soit 609 personnes, vit sur les îles Pitt et Chatham, cette dernière possédant le principal village nommé Waitangi et comptant 200 habitants, un hôpital, une banque, des commerces, des ateliers de réparations marines et mécaniques et le plus grand port de l'archipel. Les autres localités sont Te One où se trouvent les deux écoles primaires et deux villages de pêcheurs : Owenga et Port Hutt. La majorité de la population (70 %) est d'origine européenne, le reste étant Maori et Moriori.

## Transports
Les visiteurs des îles Chatham arrivent habituellement par avion de Christchurch, d'Auckland ou de Wellington qui sont situés à environ une heure et demie à deux heures de vol. Le fret arrive par bateau en quatre à cinq jours de navigation via deux compagnies maritimes en partance d'Auckland et de Napier.
Le seul terrain d'aviation fut pendant longtemps la piste enherbée de Hapupu, dans le Nord de l'île Chatham. Cette infrastructure limitant la capacité des appareils pouvant venir aux îles Chatham, une piste goudronnée fut construite en 1991 à Karewa, permettant à des avions de plus grande capacité de se rendre dans l'archipel, y compris ceux de la compagnie aérienne Air Chathams, qui assure un service régulier plusieurs fois par semaine.
Les transports à l'intérieur de chaque île s'effectuent uniquement avec des moyens individuels, en l'absence de transports collectifs.

## Faune
L'espèce d'éponge Geodia chathamensis, découverte en 2015 à l'est des îles Chatham a été nommée en référence à la localisation de son holotype.
Les albatros des Chatham sont également une espèce endémique.